# Medio dólar del centenario de Elgin (Illinois)
El medio dólar del centenario de Elgin, Illinois fue una moneda conmemorativa de cincuenta centavos emitida por la Casa de Moneda de los Estados Unidos en 1936, como parte de la serie de conmemoraciones autorizadas por el Congreso de los Estados Unidos y acuñadas ese año. Con la intención de conmemorar el centenario de la fundación de Elgin, la pieza fue diseñada por el escultor local Trygve Rovelstad. El anverso representa una cabeza idealizada de un hombre pionero. El reverso muestra una agrupación de pioneros, y se basa en un grupo escultórico que Rovelstad esperaba construir como un monumento a quienes se establecieron en Illinois, pero que no se erigió en su vida.
Rovelstad había oído hablar de otros esfuerzos para obtener autorización para monedas conmemorativas, que fueron vendidas por la Casa de la Moneda a un grupo designado a su valor nominal y luego se vendieron al público con una prima. En 1935, a través de su congresista, introdujo una legislación en la Cámara de Representantes para crear una moneda conmemorativa en honor del centenario de Elgin ese año. Rovelstad esperaba que la moneda propuesta fuese una fuente de fondos para su memorial a los pioneros. El distribuidor de monedas de Texas L.W. Hoffecker se enteró de la gestión y se puso en contacto con Rovelstad para ofrecerle su ayuda. Hoffecker había impulsado el Medio Dólar del Viejo Sendero Español, emitido en 1935 y distribuido por él.
La factura de la moneda Elgin no se aprobó hasta 1936. Hoffecker pudo vender unas 20.000 monedas, cuatro quintos de la emisión; los 5.000 restantes fueron devueltos a la Casa de la Moneda para su fusión. A diferencia de muchas monedas conmemorativas de esa época, la pieza no fue comprada por comerciantes y especuladores, sino que se vendió directamente a los coleccionistas al precio de emisión. El historiador de arte Cornelius Vermeule consideró a la moneda de Elgin entre las conmemoraciones estadounidenses más destacadas.

## Preparación
El representante de Illinois, Chauncey Reed, había presentado la legislación sobre monedas Elgin a instancias de Rovelstad, y tanto el escultor como Hoffecker trabajaron con él para avanzar el proyecto de ley en el Congreso. En febrero de 1936, Hoffecker, quien había sido designado por el presidente de la ANA, T. James Clarke, para dirigir un comité contra los abusos en la emisión de monedas conmemorativas, fue a Washington, pasando por Chicago en su camino a visitar Rovelstad. Los dos hombres esperaban mantener la acuñación en 10.000, para poder vender las monedas a un precio más alto. Sin embargo, al Congreso no le importó crear una conmemoración de bajo costo, ya que hubo varios problemas que se alcanzaron en pequeñas cantidades solo para vender a precios altos, y el proyecto de ley se modificó para proporcionar 25,000 medios dólares. Hoffecker esperaba reducir el número, instando al escultor a presionar por una disminución. Hoffecker señaló que sería mucho más trabajo vender 25,000, y no podían obtener un precio tan alto. Hubo una gran cantidad de billetes conmemorativos en el Congreso en 1936, y el comerciante temía que el presidente Franklin D. Roosevelt comenzara a vetarlos. Hoffecker visitó Washington dos veces más en mayo, una vez que se reunió con Rovelstad allí, donde presionaron a los miembros del Congreso.
El proyecto de ley finalmente se aprobó y fue firmado por el presidente Roosevelt el 16 de junio de 1936. El proyecto de ley requería que las monedas se golpearan en una sola moneda y que llevaran la fecha "1936", independientemente de cuándo fueron golpeadas. Los 25,000 tendrían que ser pagados por el presidente del comité de Elgin (es decir, Rovelstad) al mismo tiempo; no se pudo emitir una cantidad menor. Las piezas fueron "en conmemoración del centenario de la fundación de la ciudad de Elgin, Illinois, y de la construcción del heroico Pioneer Memorial", la estatua de Rovelstad.
Hoffecker sugirió que Rovelstad buscara dividir la acuñación entre las tres casas de moneda, pero admitió que, a menos que el Congreso haya errado en el lenguaje promulgado, es probable que este gambito no tenga éxito. También le dijo a Rovelstad que se pusiera en contacto con la Directora Asistente de Menta Mary M. O'Reilly y que buscara que las monedas golpearan a la Casa de la Moneda de Denver, como la casa de moneda más cercana a El Paso, para minimizar los cargos de envío. Nada vino de ninguna de las propuestas; todas las monedas serían golpeadas en la Casa de la Moneda de Filadelfia.
Después de que Rovelstad presentó sus diseños para la moneda a la Casa de la Moneda, fueron enviados a la Comisión de Bellas Artes para su opinión. Los diseños llegaron el 15 de julio de 1936 y fueron aprobados dos días después, con la solicitud de que el jefe del pionero en el anverso, en una vista de tres cuartos (hacia adelante y hacia un lado) según lo presentado por Rovelstad, esté de perfil en lugar. El escultor cumplió y presentó modelos de yeso a mediados de agosto; La Casa de la Moneda envió fotografías a la comisión el 15 de agosto. Dos días después, el presidente de la comisión, Charles Moore, escribió a O'Reilly, declarando que el miembro escultor de la comisión, Lee Lawrie, había visto los diseños y se quejó de que no podía verlos. cuál era el objeto detrás de los pioneros, y que el arma parecía estar incómoda. Lawrie también declaró que algunas de las letras deberían fortalecerse, pero si la directora de Mint, Nellie Tayloe Ross, no estaba perturbada por estas cosas, la moneda debería seguir adelante. Moore indicó que no deseaba retrasar la moneda y remitió la recomendación de la comisión, con la condición de que la Casa de la Moneda hiciera lo posible por abordar estas preocupaciones. Con la excepción del posible trabajo en las letras, no se realizaron cambios.

Una vez que la comisión aprobó los diseños, fueron enviados de inmediato a la Compañía de Arte Medallic de Nueva York, lo que redujo los diseños para proporcionar centros a partir de los cuales se podrían fabricar troqueles de monedas. A principios de octubre de 1936, la Casa de la Moneda de Filadelfia golpeó 25,000 monedas, con 15 adicionales para inspección por la Comisión de Ensayo de 1937. Rovelstad fue a Filadelfia para presenciar el inicio de la producción y se quedó en la casa del grabador jefe de menta John R. Sinnock. Las primeras diez piezas fueron entregadas al escultor, quien las colocó en sobres de papel y las llevó a su hogar en Illinois. Según su esposa, Gloria, Sinnock le ofreció un trabajo en la Casa de la Moneda, pero lo rechazó.

## Diseño
Una vez que la comisión aprobó los diseños, fueron enviados de inmediato a la Compañía de Arte Medallic de Nueva York, lo que redujo los diseños para proporcionar centros a partir de los cuales se podrían fabricar troqueles de monedas. A principios de octubre de 1936, la Casa de la Moneda de Filadelfia golpeó 25,000 monedas, con 15 adicionales para inspección por la Comisión de Ensayo de 1937. Rovelstad fue a Filadelfia para presenciar el inicio de la producción y se quedó en la casa del grabador jefe de menta John R. Sinnock. Las primeras diez piezas fueron entregadas al escultor, quien las colocó en sobres de papel y las llevó a su hogar en Illinois. Según su esposa, Gloria, Sinnock le ofreció un trabajo en la Casa de la Moneda, pero lo rechazó.
El reverso muestra a un grupo de pioneros (cuatro adultos y un bebé en los brazos de su madre). La agrupación es un bajorrelieve del modelo para el monumento que Rovelstad esperaba construir. El niño es el segundo bebé en ser implicado, pero no visto por completo, en una moneda de EE. UU., Uno está esbozado con la madre dentro del vagón Conestoga en el medio dólar de Oregon Trail Memorial, golpeado por primera vez en 1926. Uno estaría más completamente representado en el medio dólar de la Isla Roanoke en 1937. La agrupación también apareció en la medalla de Rovelstad de 1935 para el centenario de Elgin. Rovelstad colocó, tanto en la medalla como en la base de la estatua, las palabras: "A los hombres que abrieron los caminos, conquistaron el suelo y construyeron un imperio en la tierra de los Illini". La inclusión de los diversos lemas requeridos por el estatuto, como "In God We Trust", significaba que ni siquiera una parte de esta dedicación podía colocarse en la moneda. El nombre de la ciudad no estaba en los modelos originales que Rovelstad le envió a Hoffecker por sus comentarios; el numismático escribió el 15 de julio de 1936: "No pasaría por alto poner la palabra 'Elgin' en su moneda, ya que sería un buen anuncio para su ciudad".
El historiador del arte Cornelius Vermeule, en su volumen sobre el arte de las monedas americanas, elogió la moneda y su escultor: "es más difícil encontrar un medio dólar conmemorativo técnicamente más satisfactorio y estéticamente más satisfactorio que el Centenario de Elgin, Illinois de 1936. " Vermeule observó que las figuras en el reverso parecen casi tridimensionales. Señaló que la técnica de espaciar las letras de la palabra "Pionero" por encima de la cabeza presagia la que usó el grabador jefe Gilroy Roberts en el anverso del medio dólar Kennedy. Según Vermeule, Rovelstad "ha producido uno de los principales documentos de plasticidad escultórica y relieve vibrante en la serie de monedas conmemorativas. Su anverso es digno de un medallón romano, y su reverso rivaliza con los grandes dados neoclásicos de Inglaterra o Baviera en el siglo XIX. siglo."

## Lanzamiento

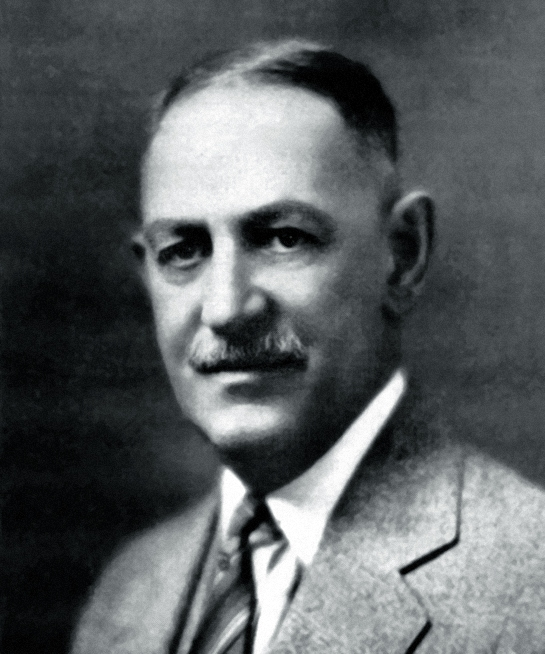
L.W. Hoffecker

Una vez que se promulgó la legislación de autorización, Hoffecker y Rovelstad llegaron a un nuevo acuerdo. Hoffecker adelantaría el dinero para las nuevas monedas y pagaría los costos de fabricación y envío de troqueles, que eran responsabilidad del comité bajo la legislación. Las monedas se venderían a $ 1.50 cada una; Hoffecker tomaría 35 centavos por moneda como comisión. Las monedas permanecerían a la venta a través de Hoffecker hasta el 1 de enero de 1937 o hasta que se agotaran, lo que ocurriera primero. El acuerdo estipula que Hoffecker "utiliza todos los medios éticos que conoce para impulsar la venta de estas monedas". El comerciante de monedas B. Max Mehl, en su folleto de 1937 sobre monedas conmemorativas, declaró que consideraba que el precio de $ 1.50 era demasiado alto cuando había un problema de 25,000 dólares.
El 1 de julio de 1936, Hoffecker envió 3,500 cartas ofreciendo las nuevas monedas, que aún no habían sido golpeadas, a las personas que estaban en su lista de correo o que habían preguntado. Afirmó que ya tenía 7,000 pedidos, e instó a los recolectores a que no se demoren. Su banco ofreció enviar las monedas allí y llevar las monedas como parte de su efectivo disponible, lo que le permitiría pagarlas cuando llegaran los pedidos, pero Hoffecker prefirió pagar las monedas al principio. Hoffecker declaró en cartas que otros comerciantes de monedas se habían ofrecido a comprar la emisión completa, pero él la había rechazado. En este momento, hubo un auge en las monedas conmemorativas, y los distribuidores intentaban obtener todos los problemas especiales que podían.
La Casa de la Moneda de Filadelfia envió 24.990 monedas (la acuñación autorizada menos las primeras diez piezas que Rovelstad había llevado) a Hoffecker el 7 de octubre de 1936; fueron recibidos en El Paso cuatro días después. Hoffecker le escribió a Frank Duffield, editor de The Numismatist, declarando que tenía los sobres de las piezas ya ordenadas, todo preparado, y esperaba enviar el último de ellos por la noche del 13 de octubre; el editor comentó: "Esto suena como un servicio real". Varios cientos de piezas habían sido ordenadas a través de bancos en Elgin; recibieron varios envíos y finalmente vendieron más de mil. The Elgin Watch Company compró 100 monedas.
Para noviembre de 1936, se habían vendido 16.170 piezas. Solo se vendieron alrededor de 2,000 más en los próximos cuatro meses; La declaración de Hoffecker de marzo de 1937 muestra 18.790 vendidos con 330 adicionales en consignación al First National Bank of Elgin. Rovelstad había recibido $ 8,680.00 y Hoffecker $ 6,576.50. En este punto, la discusión se centró en qué hacer con las piezas restantes, unas 5.620 (unos cientos de piezas fueron regaladas o desechadas). Rovelstad acordó permitir que el comerciante de monedas compre 250 piezas a $ 1 cada una; todavía los vendía en 1948. Otros comerciantes no estaban interesados en grandes compras ya que la venta directa a los coleccionistas significaba que pocos que querían y podían pagar la moneda de Elgin carecían de ella. Con la demanda detenida, Hoffecker temía que las piezas restantes terminarían en manos de los especuladores. Cinco mil piezas fueron devueltas a la Casa de la Moneda para su fusión.

## Consecuencias y coleccionismo
Rovelstad utilizó las ganancias del medio dólar para continuar trabajando en su grupo estatuario. Buscó financiación directa del gobierno federal en 1938 y de la Legislatura de Illinois al año siguiente; ambos intentos fallaron. Durante el medio siglo que siguió, progresó en las estatuas, y para el momento de su muerte en 1990, había completado el grupo en yeso de París, que aún necesitaba ser bronceado antes de exhibirse. Poco antes de su muerte, le dijo a su esposa: "He vivido una vida plena y no me arrepiento. El Pioneer Memorial ya está completo. Hice todo lo que pude. Ahora depende de otros verlo erigido. Puedo no hagas más ". El inquilino de Rovelstad, Steve Youngren, estableció una fundación para recaudar dinero para completar el proyecto. Recaudó $ 456,000, excediendo el costo real en casi un diez por ciento, y el monumento se completó y dedicó en 2001.
Hoffecker se desempeñó como presidente de la ANA de 1939 a 1941; murió el 13 de enero de 1955 a la edad de 86 años. Según la edición de 2014 de R.S. Yeoman's A Guide Book of United States Coins, el medio centenario de Elgin cotiza a $ 250 en condición casi no circulada (AU-50), llegando a $ 550 en la MS-66 casi virgen. Según el historiador numismático Q. David Bowers, "nada malo se asoció con la distribución de los medio dólares del centenario de Elgin, y ciertamente al final del acuerdo de Illinois, las intenciones y la ética del escultor Trygve A. Rovelstad fueron de primer orden. LW Hoffecker distribuyó las piezas en una campaña publicitaria hábilmente orquestada e hicieron tan bien como cualquiera podría haber hecho en ese momento ".